# Heinz Biehn
Heinz Biehn (* 26. August 1908 in Mainz; † 31. Dezember 1975 in Bad Homburg vor der Höhe) war ein deutscher Kunsthistoriker, Museumsdirektor und Direktor der Verwaltung der Staatlichen Schlösser und Gärten Hessen.

## Leben
Heinz Biehn war ein Sohn des Bürovorstehers Philipp Biehn und seiner Frau Luise, geb. Brauns.
Heinz Biehn studierte in Heidelberg und Wien Kunstgeschichte. In Heidelberg promovierte er im Jahr 1933 mit einer Arbeit zur Geschichte des deutschen Zentralbaus bis 1500. Anschließend arbeitete er zunächst am Museum der Stadt Worms und leitete dann von 1935 bis 1938 das Altertumsmuseum und die Gemäldegalerie in seiner Heimatstadt Mainz. Zu Beginn des Zweiten Weltkriegs wurde er zum Wehrdienst einberufen.
Nach dem Krieg war er ab 1945 zunächst Lektor im Florian Kupferberg Verlag in Mainz. Von 1949 bis 1958 leitete Biehn den Wiesbaden Central Collecting Point der US-Militärregierung. Im Jahr 1960 übernahm er die Leitung des Hessischen Landesmuseums Darmstadt, bereits 1961 wechselte er als erster ausgebildeter Kunsthistoriker an die Spitze der Verwaltung der Staatlichen Schlösser und Gärten Hessen in Bad Homburg.
Darüber hinaus schrieb er Bücher über weit gespannte historische und kunsthistorische Themen sowie landeskundliche Titel über seine Heimatstadt Mainz, den Rheingau und den Taunus. Im Jahr 1973 erhielt Heinz Biehn zu seiner Pensionierung das Bundesverdienstkreuz 1. Klasse. Er starb an den Folgen einer Operation und blieb unverheiratet.